# 菱體鋸腹脂鯉
菱體鋸腹脂鯉，為輻鰭魚綱脂鯉目脂鯉亞目锯脂鲤科的其中一個種。分布於南美洲亞馬遜河及圭亞那淡水流域，體長可達37公分，棲息在溪流淺水區或急流區，以植物果實、魚類及腹足類為食，生活習性不明，可做為食用魚。

## 扩展阅读
維基物種上的相關：菱體鋸腹脂鯉